# El Dorado (Kansas)
Pour les articles homonymes, voir Eldorado (homonymie).
La ville d’El Dorado (en anglais [ˌɛldəˈreɪdoʊ]) est le siège du comté de Butler, situé dans le Kansas, aux États-Unis.